# Sega Master System
Sega Master System er en 8-bit kassette-baseret videospilskonsol der blev markedsført af Sega. Første gang udgivet i 1986. Den oprindelige form hed Sega SG-1000 Mark III.
På det Europæiske marked gjorde konsollen Sega til en nævneværdig konkurrent i sammenligning med udgivere som Nintendo, på grund af dens større udbredelse, men fejlede dog et større indtog på det nord amerikanske og japanske markeder. Master System blev udgivet som en direkte konkurrent til Nintendo Entertainment System.
Trods den moderate fremgang i de store områder har den nydt popularitet i over et årti på de mindre markeder.
Den senere Sega Game Gear er mest af alt en håndholdt Master System, dog blot med nogle få forbedringer.

## Historie
Gennem sin levetid blev Master System bygget i flere forskellige udgaver.

## Tilbehør og Inputs
En af de mest usædvanlige karakteristika ved Sega Master System er dens dobbelte medie inputs: en kassette slids og et kort slids.  Kort slidset godtog små kort, på størrelse med kreditkort. Del fleste kort var spil, men et kort tjente et helt andet formål. 3-D briller sættes ind i konsollen via the card slidset, og tillader 3-D visuelle effekter for dertil specielt designede spil. På denne måde virkede begge medier samtidigt.
Kort slidset blev fjernet på den redesignede Master System II, der kun understøttede kassetter. Dette hjalp til at reducere omkostningerne ved fremstillingen af konsollen, da kortene var relativt upopulære og fordi at kun nogle enkelte kort-baserede spil blev produceret.

## Tekniske specifikationer
- CPU: 8-bit Zilog Z80 Z80A
  - 3.546893 MHz for PAL/SECAM, 3.579545 MHz for NTSC
- Grafiske egenskaber: VDP (Video Display Processor) oprindelig fra Texas Instruments
  - Op til 32 samtidige farver (en 16-farver palette for sprites eller background, en ekstra 16-farver palette kun til baggrund) fra en palette af 64 (kan også vise 64 simulterede farver)
  - Skærm opløsninger 256×192 og 256×224. PAL/SECAM understøtter også 256×240
  - 8×8 pixel tegn, højst 463 (pga. VRAM pladsbegrænsning)
  - 8×8 eller 8×16 pixel sprites, højst 64
  - Horisontal, vertikal, og delvis skærm rulning
- Lyd PSG: Texas Instruments SN76489
  - 4 kanal mono lyd (3 Square Waves, 1 Hvid støj)
  - 3 tone generators, 10 octaver hver, 1 hvid støj generator
- Lyd (FM): Yamaha YM2413
  - mono FM syntese
  - omskiftelig mellem 9-6 tonekanaler + 5 percussion kanaler
- Boot ROM: 64 kbit (8 KB) til 2048 kbit (256 KB), afhængigt af indbygget spil
- Main RAM: 64 kbit (8 KB), kan suppleres af spil-kassetten
- Video RAM: 128 kbit (16 KB)
- Kort slids (ikke tilgængeligt hos the Master System II)
- Kort slids
  - Japanske og sydkoreanske konsoller anvender 44-pin kassetter, samme form som SG-1000 og SG-1000 Mark II
  - Alle andre konsoller anvender 50-pin kassetter med en anderledes udformning
  - Forskellen i kassette-design er en form for regional kode
- Udviselsesslids